# Tent Island
Tent Island är en ö i Antarktis. Den ligger i havet utanför Östantarktis, i ett område som Nya Zeeland gör anspråk på.